# Eparquia Maronita do Brasil
A Eparquia Maronita do Brasil ou Eparquia Maronita Nossa Senhora do Líbano, ou ainda Eparquia Nossa Senhora do Líbano em São Paulo dos Maronitas (Eparchia Dominae Nostrae Libanensis Sancti Pauli Maronitarum) foi ereta canonicamente por meio da Constituição Apostólica Quod providente, de 29 de novembro de 1971, do Papa Paulo VI.

## História
É uma circunscrição eclesiástica da Igreja Maronita, uma das 24 Igrejas sui iuris da Igreja Católica. O primeiro bispo (ou eparca) maronita no Brasil foi Dom Francis Zayek. Eleito no dia 30 de maio de 1962, foi sagrado bispo no dia 5 de agosto de 1962. Foi o primeiro bispo nomeado para a diáspora, fora do Patriarcado maronita no Médio Oriente. Chegou ao Brasil, tomou posse estabelecendo sua sede em São Paulo. No dia 10 de março de 1966 foi transferido para os Estados Unidos da América e nomeou como vigário-geral, o monsenhor Antônio Joubeir que administrou a eparquia até a chegada do novo bispo, Dom João Chedid em 1968.
Dom João Chedid já era bispo e exercia a função de vigário-geral do Patriarca maronita no Líbano. Sua nomeação como bispo do Brasil aconteceu no dia 1 de março de 1968. Estes dois bispos, Zayek e Chedid, foram exarcas, isto é, bispos auxiliares maronitas do Ordinário dos Orientais católicos no Brasil, que naquela altura era o arcebispo do Rio de Janeiro.
No dia 29 de novembro de 1971, o exarcado maronita do Brasil foi erigido à eparquia ou diocese autônoma. Nestas condições o bispo ou eparca é titular e o ordinário da diocese. Dom João Chedid renunciou em 1990 por motivo de idade avançada e estado precário de saúde, vindo a falecer no Líbano no dia 30 de julho de 1991. Dom Zayek atualmente está como bispo emérito nos Estados Unidos.
O terceiro bispo maronita do Brasil foi Dom Joseph Mahfouz, eleito no dia 9 de junho de 1990 e consagrado no dia 12 de agosto de 1990, no Patriarcado do Líbano. Chegou ao Brasil no dia 6 de outubro de 1990, tomando posse no dia 21 do mesmo mês. Completou dezesseis anos na frente do Arcebispado Maronita do Brasil, aposentando-se ao completar 75 anos de idade em dezembro de 2006.
O quarto bispo maronita do Brasil é Dom Edgard Madi que assumiu oficialmente os encargos do mais alto posto maronita no Brasil, dia 10 de dezembro de 2006.

## Eparcas
|         | Nome                    | Período    | Notas          |
| Eparcas | Eparcas                 | Eparcas    | Eparcas        |
| ------- | ----------------------- | ---------- | -------------- |
| 3º      | Dom Edgard Madi         | 2006–atual |                |
| 2º      | Dom Joseph Mahfouz, OLM | 1990–2006  | Eparca emérito |
| 1º      | Dom João Chedid, OMM    | 1971–1990  |                |